# Suzuki Satoru
Satoru Suzuki (sinh ngày 19 tháng 7 năm 1975) là một cầu thủ bóng đá người Nhật Bản.

## Sự nghiệp câu lạc bộ
Satoru Suzuki đã từng chơi cho Cerezo Osaka và Kyoto Purple Sanga.